# رودي فرنانديز
رودي فرنانديز (بالإسبانية: Rudy Fernández)‏ مواليد 4 أبريل 1985، هو لاعب كرة سلة إسباني سابق، كان يلعب مع ريال مدريد لكرة السلة ويحمل الرقم 5. يبلغ طوله 6 قدم 5 بوصة (2.0 م).

## الميداليات
| الميدالية | المسابقة                                           |
| --------- | -------------------------------------------------- |
| فضية      | كرة السلة في الألعاب الأولمبية الصيفية 2012 – رجال |
| ذهبية     | بطولة كأس العالم لكرة السلة 2006                   |
| ذهبية     | بطولة أمم أوروبا لكرة السلة 2009                   |
| ذهبية     | بطولة أمم أوروبا لكرة السلة 2011                   |
| فضية      | بطولة أمم أوروبا لكرة السلة 2007                   |
| برونزية   | بطولة أمم أوروبا لكرة السلة 2013                   |

## حياته الشخصية
رودي متزوج من ممثلة وعارضة الأزياء هيلين لينديس.

## روابط خارجية
- رودي فرنانديز على موقع الاتحاد الدولي لكرة السلة (الإنجليزية)
- رودي فرنانديز على موقع الدوري الأوروبي لكرة السلة (الإنجليزية)
- رودي فرنانديز على موقع إن بي أي (الإنجليزية)
- رودي فرنانديز على موقع سبورتس رفرنس (الإنجليزية)
- رودي فرنانديز على موقع الدوري الإسباني لكرة السلة (الإسبانية)
- رودي فرنانديز على موقع كرة السلة الأوروبية.كوم (الإنجليزية)
- رودي فرنانديز على موقع ريلجم (الإنجليزية)
- رودي فرنانديز على موقع بروبوليرز (الإنجليزية)
- رودي فرنانديز على موقع سبورتس رفرنس (الإنجليزية)
- رودي فرنانديز على موقع اللجنة الأولمبية الدولية (الإنجليزية)